# ریزوند (کرمانشاه)
ریزوند (کرمانشاه) (به کُردی: رێزەوەن)، روستایی از توابع بخش مرکزی شهرستان کرمانشاه در استان کرمانشاه ایران است.

## جمعیت
این روستا در دهستان بالادربند قرار دارد و براساس سرشماری مرکز آمار ایران در سال ۱۳۸۵، جمعیت آن ۱۴۶ نفر (۳۰خانوار) بوده‌است.